# 에밀 빌랴넨

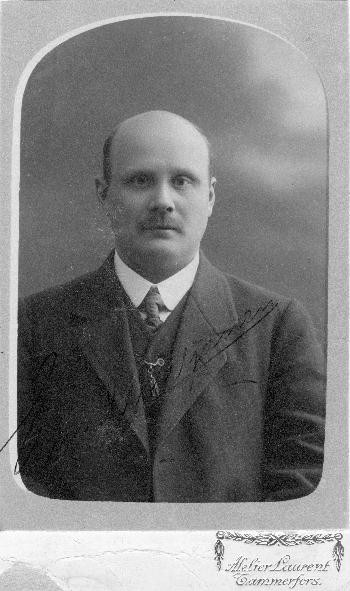

에밀 빌랴넨(핀란드어: Emil Viljanen: 1874년 8월 19일 모우히얘르비-1954년 1월 20일 탐페레)는 핀란드의 노동운동가, 공무원, 정치인이다.
본명은 에밀 얘르벤타우스타(핀란드어: Emil Järventausta)로, 농민 빌헬름 얘르벤타우스타(Vilhelm Järventausta)와 아우구스타 카를로타 산델린(Augusta Charlotta Sandelin)의 아들로 태어났다. 1888년에서 1892년까지 4년간 머슴으로 일하다가 1893년부터 1904년까지는 목수일을 했다. 탐페레의 주식회사 사노말레흐티(Sanomalehti Oy)의 경리로 취직했고, 1906년에서 1918년까지 제지업 노동조합인 제지동맹의 간사를 지냈다. 또한 그는 탐페레 노동자협회 협회장이었다. 1907년 4월에는 탐페레 노동자회관에서 거행된 핀란드 노동조합 창립대회의 의장을 맡았다.
1917년, 빌랴넨은 탐페레 시청의 고용국 국장이 되었다. 핀란드 내전 때는 탐페레 임시 시참사회 의장을 맡았지만 폭력혁명에 동의하지는 않았다. 내전 이후 빌랴넨은 시청 국장 일을 잃었지만 그 밖에 박해당하지는 않았다. 1919년 지방선거에서 빌랴넨은 탐페레 시참사의원으로 뽑혔고, 1년간 의장을 맡았다. 그 뒤 탐페레 시청 빈곤국 국장을 역임했다.
빌랴넨은 1914년-1917년, 1919년-1922년에 핀란드 사회민주당 소속으로 해메주 북부 선거구에서 의회의원을 역임했다.
1899년 스텔라 힐다 엘리사베트 루오토(Stella Hilda Elisabet Luoto)와 결혼했다.

## 참고 자료
- Emil Viljanen Suomen kansanedustajat. Eduskunta.
- Kansalaissota koetteli raskaasti myös paperityöläisiä[깨진 링크(과거 내용 찾기)]. Paperiliitto-lehti 1/2008 (28.1.2008), s. 18–19.
- Peltola, Jarmo: 1930-luvun lama teollisuuskaupungissa II. Lama, pula ja työttömyys: Tamperelaisperheiden toimeentulo 1928–1938, s. 117. Tampere University Press 2008. (Teoksen verkkoversio.)